# 特羅斯佳內茨 (斯特雷區)
49°33′3″N 24°0′28″E / 49.55083°N 24.00778°E

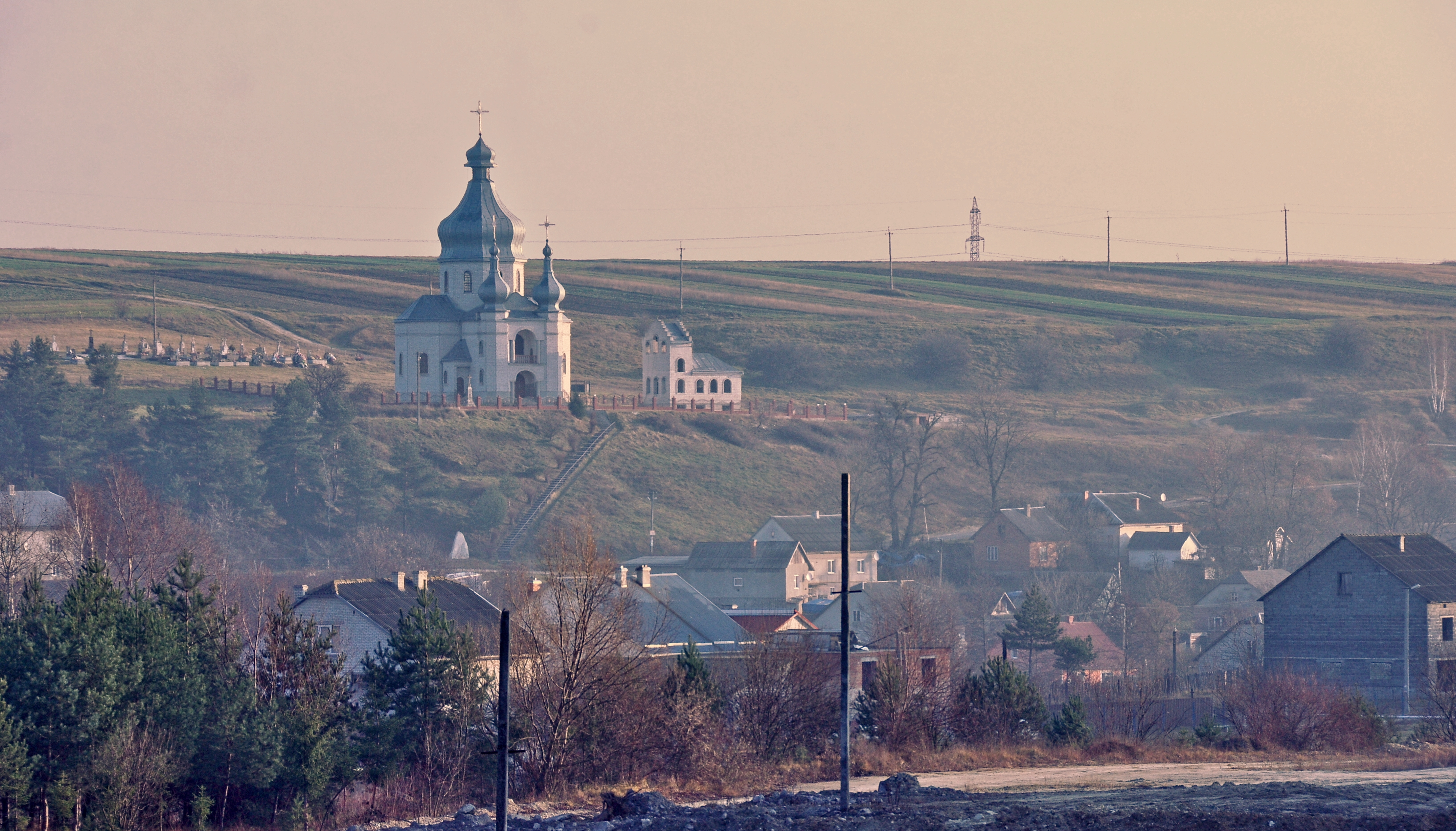
村庄全景图

特羅斯佳內茨（烏克蘭語：Тростянець），是烏克蘭西部利沃夫州斯特雷區特羅斯佳內茨市鎮的村庄及其行政中心。始建於1500年，面積1.41平方公里，海拔高度283米，2015年人口547，人口密度每平方公里387.94人。